# نیومی یوتساموتو
نیومی یوتساموتو (انگلیسی: Naomi Yotsumoto؛ زادهٔ ۲۱ سپتامبر ۱۹۷۸) یک بازیکن تنیس روی میز اهل ژاپن است. 